# La Bayamesa
La Bayamesa o Himne de Bayamo és l'himne nacional de Cuba.
La seva melodia i la seva lletra foren compostes per Pedro Figueredo (Perucho) i instrumentat pel mestre Manuel Muñoz Cedeño.

## Lletra
| « | ¡Al combate corred Bayameses, que la patria os contempla orgullosa; no temáis una muerte gloriosa, que morir por la patria es vivir! En cadenas vivir es vivir en afrenta y oprobio sumido. Del clarín escuchad el sonido; ¡a las armas, valientes, corred! No temáis; los feroces Iberos son cobardes cual todo tirano no resisten al brazo Cubano; para siempre su imperio cayó. ¡Cuba libre! Ya España murió, su poder y su orgullo ¿do es ido? ¡Del clarín escuchad el sonido ¡¡a las armas!!, valientes, corred! Contemplad nuestras huestes triunfantes contempladlos a ellos caídos, por cobardes huyen vencidos: por valientes, supimos triunfar! ¡Cuba libre! podemos gritar del cañón al terrible estampido. ¡Del clarín escuchad el sonido, ¡¡a las armas!!, valientes, corred! | » |

## Història de l'himne
El 14 d'agost de 1867 reunits és casa de Figueredo, els patriotes Francisco Maceo Osorio i Francisco Vicente Aguilera, li va demanar Maceo Osorio a Figueredo que compongués un himne per a la revolució emancipadora.
Aquella nit Pedro (Perucho) Figueredo va compondre la música. El 8 de maig de 1868, Perucho Figueredo li va lliurar la marxa feta a piano, al mestre d'orquestra Manuel Muñoz, ja que Figueredo no sabia instrumentar. En la festa de Corpus Christi, amb l'aprovació del sacerdot Diego José, i en presència de famílies patriotes i enfront del Governador espanyol Udaeta i el seu seguici entre d'altres, es va escoltar en l'Església Major i per primera vegada en públic La Bayamesa.
La revolució Independentista estava a tota marxa, i el 20 d'Octubre la ciutat de Bayamo va caure en mans dels Mambises, i aquell matí, el poble va poder escoltar en la Plaça la música i lletra de La Bayamesa. Encara que des d'aquesta data La Bayamesa fou l'himne de la guerra emancipadora, cap constitució en armes ho va reconèixer oficialment com a tal. Ni la Constitució adoptada el 1901 sense la dominació espanyola i sota la intervenció nord-americana, perquè Cuba obtingués la seva independència, va avalar l'Himne.
No fou fins a la Constitució de 1940, quan els constituents van aprovar com l'Himne Nacional de Cuba, les primeres dues estrofes de La Bayamesa. Com es pot deduir, la controvèrsia s'originava pel fort contingut que tenen les altres rimes de la lletra. Un gran percentatge de Mambises, eren descendents directes d'espanyols.